# Nine Room
Nine Room (나인룸?, NaillumLR), noto anche come Room No. 9, è un drama coreano del 2018.

## Trama
Eulji Hae-yi è un celebre avvocato che non esita a usare la manipolazione per vincere le proprie cause, e che non si fa alcuno scrupolo morale; Jang Hwa-sa è invece un'anziana detenuta posta nel braccio della morte. Un giorno le due donne si ritrovano l'una nel corpo dell'altra.